# Wufei Chang
Wufei Chang es un personaje ficticio de la serie de anime Mobile Suit Gundam Wing, conocida en Japón como New Mobile Report Gundam W (新機動戦記ガンダムW, shin kidō senki gandamu uingu).
En la trama, es uno de los cinco pilotos enviados a la Tierra para realizar la Operación Meteoro y librerar a las Colonias Espaciales de la opresión de la Alianza Unida de la Esfera Terrestre. Descrito como Justicia Violenta, es un joven entrenado en artes marciales, muy honorable y orgulloso, cuyo objetivo es marcar su venganza en contra de OZ (Organization of the Zodiac), por las masacres a las que su Colonia fue sometida en el pasado. Prefiere combatir solo contra sus enemigos, demuestra una actitud claramente machista y no le agrada perder en combate contra un oponente que sea más fuerte que él. 
Maneja el mobile suit XXXG-01S Shenlong Gundam.

## Perfil
- Nombre: Wufei Chang (del chino 張 五飛 Zhāng Wǔfēi).
- Edad: 15 años.
- Etnia: Chino.
- Lugar de origen: Colonia L5.
- Estatura:  154 cm.
- Peso:  40 kg.
- Color de ojos:  negros.
- Color de cabello:  negro.
- Ocupación:  piloto Gundam.

## Etimologíadel nombre
- 張 五飛 Zhāng Wǔfēi
- WU= Mandarín de 5 (cinco)
- FEI = Mandarin de "vuela" (del verbo "fēi xiáng" volar, en tercerera persona singular)
- ZHANG = Desplegar, abrir, tender.

Una traducción aproximada de su nombre sería: Se desplega el 5 que vuela
- Datos: Q4388823